# LP카페
《정엽의 LP카페》는 SBS 러브FM(수도권 FM 103.5MHz)에서 매일 저녁 6시 5분부터 8시까지 방송된 대중음악 전문 라디오 프로그램이다. 2022년 5월 16일부터 2023년 10월 15일까지 1년간 폐지되었다.

## DJ
- 가수 정엽 (남)

## 코너
- 사연과 신청곡
- 청춘 GO BACK
- 나의 LP를 소개합니다
- 라디오 버스킹 (월요일, 목요일)
- 러브 오프 더 레코드 (화요일)
- 밥과 음악사이 (수요일)
- 쥬크박스 (금요일)
- 뮤직믹스 (토요일)
- 썬데이 재즈 클럽 (일요일)